# Nervosa (gruppo musicale)
Nervosa è un gruppo thrash metal brasiliano-greco, formatosi a San Paolo nel 2010.

## Storia
Fondato nel 2010 da Prika Amaral, Fernanda Terra e Karen Ramos (seconda chitarra che rimarrà a breve in formazione), il gruppo si stabilizza come trio con l'ingresso della cantante e bassista Fernanda Lira e pubblica nel 2012 il primo videoclip per il brano Masked Betrayer. Pochi mesi dopo, il gruppo firma un contratto con la Napalm Records e, nell'ottobre 2012, pubblicano l'EP Time of Death. Tuttavia, a causa dell'abbandono della batterista Fernanda Terra rimpiazzata da Jully Lee e poi da Pitchu Ferraz, l'inizio delle registrazioni slitta al gennaio 2013. Nel gennaio 2014 viene annunciata la data di pubblicazione per Victim of Yourself, primo album del gruppo, pubblicato nel marzo 2014. A supporto dell'album, il gruppo intraprende un lungo tour, che le porta a toccare diverse città sia nelle Americhe che in Europa.
Nel 2016 il gruppo entra in studio con Brendan Duffey per registrare il secondo album. Il 20 aprile il gruppo pubblica l'audio del brano Intolerance Means War, il primo brano rivelato dell'album Agony, pubblicato il 4 giugno 2016. Il 22 marzo 2017 il gruppo presenta Luana Dametto come nuova batterista. con la quale viene registrato Downfall of Mankind.
Nel 2020, rispettivamente il 25 e il 26 aprile, la cantante/bassista Fernanda Lira e la batterista Luana Dametto lasciano la band per motivi personali. Fonderanno la propria band Crypta.
Il 6 maggio 2020 viene annunciata la nuova fase del gruppo con gli innesti di Diva Satanica, Mia Wallace ed Eleni Nota, quest'ultima poi sostituita da Nanu Villalba a causa di sopraggiunti motivi di salute. Al termine del ciclo legato alla promozione mondiale del quarto album Perpetual Chaos, si susseguono nell'ordine gli abbandoni di Nanu Villalba e Diva Satanica per divergenze di vedute. Mia Wallace, invece, annuncia che per ragioni personali non potrà affrontare lunghe tournée.
Amaral dunque si trova ancora una volta a rifondare la formazione, annunciando l'ingresso di una seconda chitarrista, Helena Kotina (già coinvolta sin dal 2021 nel songwriting e come sostituta live di Wallace al basso), della bassista Hel Pyre e della batterista session Michaela Naydenova. . Ma la novità principale è che Prika Amaral diventa anche la lead vocalist. La nuova line-up debutta con il singolo Endless Ambition. , seguito da Seed of Death, che anticipano il nuovo album Jailbreak uscito a settembre 2023.. All'inizio del 2024 un nuovo avvicendamento dietro le pelli: a prendere il posto di Naydenova è la giovane batterista brasiliana Gabriela Abud. Emmelie Hemmerwegh spesso si alterna al basso nei live con Hel Pyre, per la maternità e gli impegni con King Diamond di quest'ultima, e nell'estate 2025 la band decide di ritenerle entrambe componenti ufficiali. 
Sempre nel 2025 esce il singolo Smashing Heads a celebrare i quindici anni di fondazione della band.

## Formazione

### Formazione attuale
- Prika Amaral – chitarra (2010-presente), voce (2023-presente)
- Helena Kotina – chitarra (2021-presente), basso (live 2022)
- Hel Pyre - basso (2023-presente)
- Emmelie Herwegh – bass (2023-present/live)
- Gabriela Abud – batteria (2024-presente)

### Ex componenti
- Karen Ramos - chitarra (2010-2012)
- Fernanda Lira – voce, basso (2011-2020)
- Fernanda Terra – batteria (2010-2012)
- Pitchu Ferraz – batteria (2013-2016)
- Luana Dametto – batteria (2017-2020)
- Jully Lee – batteria (2013-2016)
- Eleni Nota – batteria 2020-2022)
- Nanu Villalba – batteria (2022)
- Diva Satanica – voce (2020-2022)
- Michaela Naydenova – batteria (2023)
- Mia W. Wallace – basso (2020-2023)

## Discografia
Album in studio
- 2014 – Victim of Yourself
- 2016 – Agony
- 2018 – Downfall of Mankind
- 2021 – Perpetual Chaos
- 2023 – Jailbreak

EP
- 2012 – Time of Death